# Pixel 9 Pro Fold
O Pixel 9 Pro Fold é um smartphone dobrável com Android concebido, desenvolvido e comercializado pela Google como parte da linha de produtos Google Pixel. Serve como sucessor do Pixel Fold de primeira geração. Foi anunciado oficialmente a 13 de agosto de 2024, no evento anual Made by Google, e será lançado nos Estados Unidos a 4 de setembro de 2024.

## História
Em outubro de 2023, o 9to5Google noticiou que um segundo smartphone dobrável com Android estava em desenvolvimento na Google, com o nome de código "Comet". Isto ocorreu após o lançamento do Pixel Fold de primeira geração no ano anterior. Originalmente, chamar-se-ia Pixel Fold 2, mas mais tarde foi alterado para Pixel 9 Pro Fold.
Depois de ser apresentado o telemóovel em julho de 2024, a Google anunciou oficialmente o telefone no dia 13 de agosto, juntamente com o Pixel 9, Pixel 9 Pro, Pixel 9 Pro XL e Pixel Watch 3, no evento anual Made by Google. O Pixel 9 Pro Fold será lançado a 4 de setembro.

## Especificações

### Design
O Google Pixel 9 Pro Fold, em comparação com a geração anterior Pixel Fold, apresenta um design mais alto e mais fino. Ostenta um ecrã exterior de 6,3 polegadas e um ecrã interior Super Actua Flex de 8 polegadas.
O ecrã exterior tem uma resolução de 1080 x 2424 pixels a 422 ppi. O ecrã atinge um brilho máximo de até 1.800 nits em HDR e um brilho máximo de até 2.700 nits. Ambos os monitores suportam HDR e estão protegidos pelo Corning Gorilla Glass Victus 2. O Pixel 9 Pro Fold tem 5,1 mm (0,20 pol.) de espessura quando desdobrado e 10,5 mm (0,41 pol.) quando dobrado.
Existem duas cores disponíveis: Porcelana (cru ou esbranquiçado) e Obsidiana (cinza carvão escuro).
|           |           |           |           |           |           |
| Frente    | Aberto    | Rear      | Front     | Open      | Rear      |
| Porcelana | Porcelana | Porcelana | Obsidiana | Obsidiana | Obsidiana |

### Hardware
O Pixel 9 Pro Fold é alimentado pelo chip G4 Tensor, juntamente com 16 GB de RAM e 256 GB de armazenamento. Possui também um sistema de câmara atualizado com uma câmara grande angular de 48 megapixels, lente ultra grande angular de 10,5 megapixels e sensor telefoto de 10,8 megapixels com zoom ótico de 5x e zoom Super Res até 20x.
Possui uma bateria de 4650 mAh com suporte para carregamento rápido de 45W. Também suporta carregamento sem fios com certificação Qi.

### Software
O Pixel 9 Pro Fold vem com o Android 14.

## Receção
Antes do seu esperado lançamento, The Verge expressou entusiasmo por possíveis melhorias nas falhas do modelo original.